# Jeanette Toftdahl
Jeanette Toftdahl (* 3. März 1958) ist eine ehemalige dänische Fußballspielerin.

## Karriere

### Vereine
Andersen spielte bereits im Alter von 14 Jahren im Seniorinnenbereich und ausschließlich für den in Ringsted auf der Insel Seeland ansässigen Ringsted Idrætsforening. Vom 22. Juni 1972 bis zum 7. November 1983 wurde sie in 257 Punktspielen eingesetzt.

### Nationalmannschaft
Toftdahl bestritt als Nationalspielerin für die DBU in zwei Jahren fünf Länderspiele. Ihre ersten zwei fanden im Turnier um die Nordische Meisterschaft 1975 statt. Bereits im ersten Spiel am 26. Juli in Vejen beim 9:0-Sieg über die Nationalmannschaft Finnlands gelang ihr mit dem Treffer zum 8:0 in der 46. Minute ihr erstes Länderspieltor. Mit zwei weiteren Turnierspielen im Folgejahr, die jeweils mit 1:0 gegen die Nationalmannschaften Finnlands und Schwedens gewonnen wurden, hatte sie erneut Anteil an den beiden errungenen Titeln. Am 2. Oktober 1976 kam sie in Roskilde zu ihrem ersten in Freundschaft ausgetragenen Länderspiel, das zugleich auch ihr letztes war. Sie trennte sich mit ihrer Mannschaft von der Nationalmannschaft Schwedens mit 1:1 unentschieden.

## Erfolge
- Nordischer Meister 1975, 1976